# Kuomintang en Birmania
El Kuomintang en Birmania o Kuomintang en el Triángulo Dorado (en birmano: ကူမင်တန်မှမြန်မာနိုင်ငံအားကျူးကျေ ာ်မှု) eran tropas del Kuomintang que huyeron de China a Birmania en 1950 después de su derrota ante los comunistas chinos en la guerra civil china. Estaban al mando del general Li Mi. Intentó varias incursiones en Yunnan a principios de la década de 1950, sólo para ser rechazado cada vez hacia Birmania por el Ejército Popular de Liberación del Partido Comunista de China.
Toda la campaña, con apoyo logístico de la República de China, que se había retirado a Taiwán, Estados Unidos y Tailandia, fue controvertida desde el principio, ya que debilitó la soberanía birmana e introdujo la participación del KMT en el lucrativo comercio de opio de la región. En 1953, el frustrado gobierno birmano apeló a las Naciones Unidas y presionó internacionalmente a la República de China para que retirara sus tropas a Taiwán al año siguiente. Como resultado, Estados Unidos inició una Comisión Militar de Cuatro Naciones (Birmania, Estados Unidos, la República de China y Tailandia) para negociar la retirada del KMT. El 30 de mayo de 1954, el general Li Mi anunció la disolución del Ejército de Salvación Nacional Anticomunista de la provincia de Yunnan. Sin embargo, 6.000 soldados irregulares del KMT permanecieron en Birmania. Los combates continuaron esporádicamente por parte de las tropas irregulares hasta que las operaciones militares coordinadas de 1960 a 1961 entre la República Popular China y los gobiernos birmanos expulsaron a las tropas irregulares restantes del KMT de Birmania. Aunque la mayoría fueron evacuados a Taiwán, algunos permanecieron en Birmania o formaron comunidades en Tailandia.

## Antecedentes
Varios conflictos internos estallaron en Birmania después de que el país se independizara del dominio colonial británico en 1948; Como señaló el historiador Martin Smith, "los dilemas de la unidad nacional y las tradiciones de lucha armada se remontan a la era colonial y han encontrado una nueva expresión en cada era política desde la independencia". Después de que Birmania cayera bajo el dominio colonial como país como consecuencia de las guerras anglo-birmanas, Reino Unido administró la región como una provincia de la India británica en lugar de una entidad independiente. Mientras que la mayoría birmana en Birmania Central estaba bajo control británico directo, las minorías étnicas en las regiones fronterizas estaban bajo dominio indirecto del Reino Unido.

## Ofensiva del Kuomintang
Cuando el Ejército Popular de Liberación (EPL) entró en la provincia de Yunnan en diciembre de 1949, las tropas del KMT y sus dependientes comenzaron a cruzar a Birmania a finales de diciembre de 1949 y principios de enero de 1950. Esas tropas del KMT eran miembros del Octavo Ejército comandado por el general Li Mi. el 26.º Ejército al mando del general Liu Kuo Chuan y la 93.ª División al mando del mayor general Mah Chaw Yu. Se establecieron en Kengtung, uno de los estados Shan cerca de la frontera entre Tailandia y Birmania, en el pueblo de Tachilek. El general Li Mi tomó el mando del ejército del KMT en Birmania y éste creció de manera constante durante los siguientes años a medida que más rezagados cruzaban la frontera y el ejército reclutaba entre la población local. En marzo de 1950, había alrededor de 1.500 tropas del KMT ocupando territorio entre la ciudad de Kengtung y Tachilek. En abril de 1951, ese número había aumentado a más de 4.000 y a finales de año había aumentado a 6.000. Luego se duplicaría en 1952.
En junio de 1950, el gobierno birmano exigió que el KMT se rindiera o abandonara Birmania inmediatamente. El comandante de campo del KMT que recibió la solicitud birmana no sólo se negó a cumplir sino que declaró que las tropas del KMT no tenían intención de rendirse ni de abandonar la zona, y que tomarían represalias con la fuerza si el ejército birmano iniciaba una acción militar. En respuesta, el ejército birmano lanzó una campaña desde la ciudad de Kengtung y capturó Tachilek en unas semanas. Obligado a abandonar Tachilek, el KMT estableció un nuevo campamento base en Mong Hsat en julio de 1950. Mong Hsat era la segunda ciudad más grande del estado de Kengtung y estaba idealmente situada para el KMT. Estaba ubicado centralmente en una cuenca fértil dotada de aproximadamente sesenta millas cuadradas de área de cultivo de arroz, y estaba rodeado por terreno montañoso por todos lados que actuaban como barreras de defensa natural. La ciudad estaba a sólo ochenta millas de la frontera con Tailandia y, por lo tanto, se podían obtener fácilmente suministros desde fuera de Birmania a través de Tailandia. El ejército birmano hizo varios intentos durante los dos años siguientes, pero no logró expulsar al KMT de Mong Hsat.
La principal razón de la intransigencia del Kuomintang fue su intención de utilizar Birmania como refugio para reorganizarse, entrenarse y equiparse con el fin de lanzar una invasión para retomar China continental. Bajo el mando del general Li Mi, se lanzó una ofensiva en la provincia de Yunnan en mayo de 1951 en la que participaron unos 20.000 hombres. Las tropas del KMT avanzaron hacia el norte y capturaron Kengma y su aeródromo a unos sesenta kilómetros dentro de China sin resistencia. Sin embargo, a medida que avanzaban más al norte, el Ejército Popular de Liberación, de 40.000 efectivos, contraatacó. El ejército de Li Mi sufrió enormes pérdidas y se retiró a Birmania, después de menos de un mes en China. El KMT hizo dos intentos fallidos más en julio de 1951 y agosto de 1952 que sufrieron numerosas bajas, después de los cuales nunca volvieron a invadir Yunnan y en su lugar "se establecieron a lo largo de la frontera para reunir información de inteligencia y monitorear señales de un posible avance comunista chino hacia el Sudeste Asiático".

## Asistencia de la CIA y comercio de opio

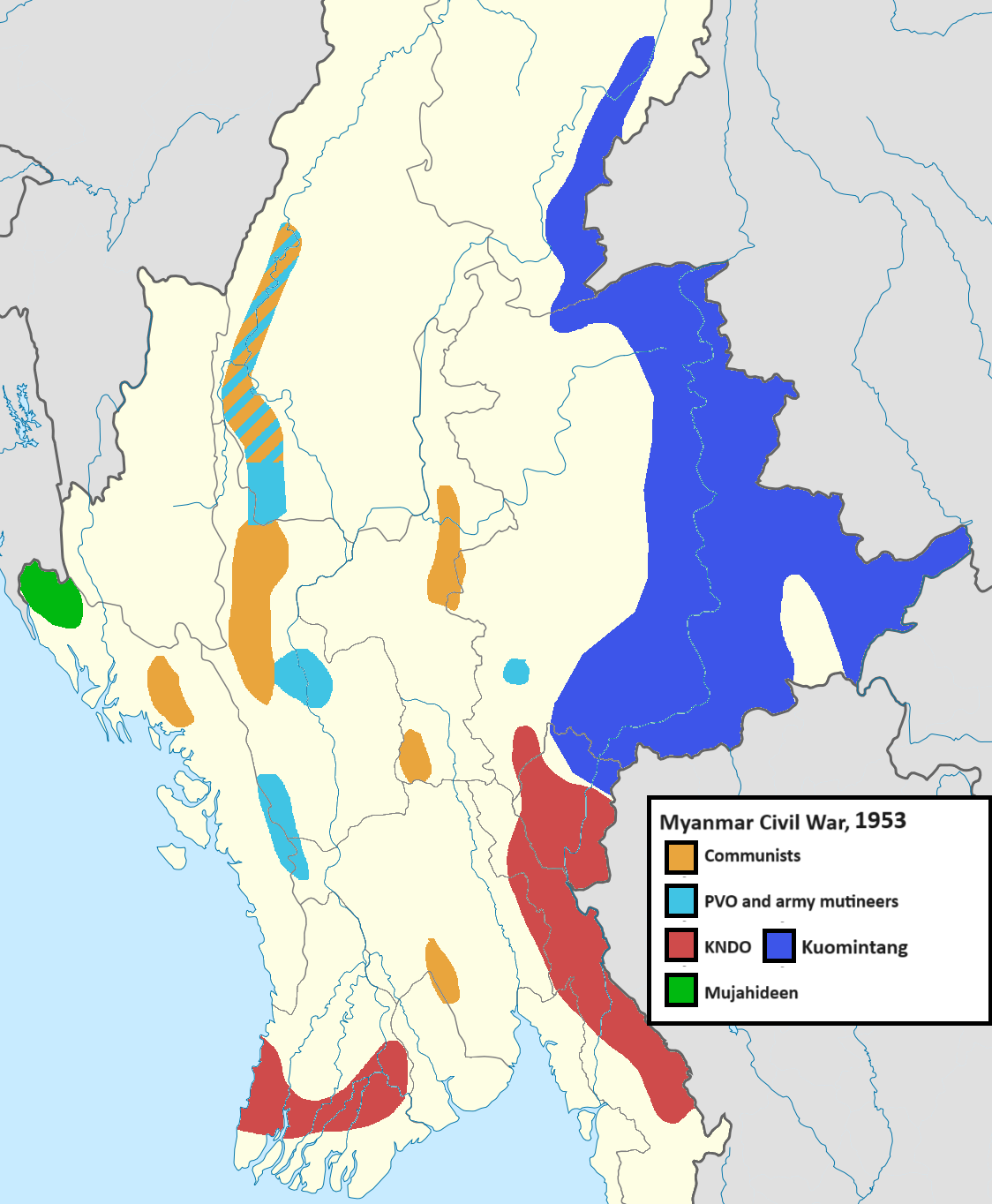
Mapa de la guerra civil en Birmania en 1953.

Estados Unidos apoyó al ejército del KMT, lo que tensó la relación entre Birmania y Estados Unidos y provocó protestas del gobierno birmano.: 65   Estados Unidos esperaba que las fuerzas del KMT acosaran al suroeste de China y desviaran recursos chinos de la guerra de Corea.: 65 
El ejército del KMT en Birmania no podría haberse expandido como lo hizo sin el apoyo logístico de Estados Unidos, Tailandia y Taiwán, así como el apoyo financiero derivado de la participación del KMT en el comercio de opio en la región. La Agencia Central de Inteligencia de los Estados Unidos (CIA) fue la agencia principal a cargo del programa encubierto llamado "Operación Papel" (en inglés: Operation Paper) que transportaba armas y suministros al KMT desde Taiwán a través de Tailandia. Con la aprobación del presidente Harry S. Truman y el apoyo del primer ministro de Tailandia, Plaek Phibunsongkhram, la CIA creó una red secreta de suministro aéreo que enviaba armas y suministros a las fuerzas del general Li Mi en Mong Hsat desde Tailandia. Los primeros envíos comenzaron a principios de 1951, cuando aviones C-46 y C-47 sin identificación realizaban al menos cinco lanzamientos en paracaídas por semana. A finales de 1951, el KMT reparó la antigua pista de aterrizaje de Mong Hsat construida por las fuerzas aliadas durante la Segunda Guerra Mundial. La pista de aterrizaje ampliada podía albergar grandes aviones cuatrimotores y permitió a las tropas del KMT obtener armas estadounidenses recién fabricadas en Taiwán. Los asesores de la CIA también acompañaron al ejército del Kuomintang en la invasión de Yunnan en mayo de 1951, y algunos de ellos murieron durante la ofensiva.
Cuando las guerrillas del KMT se retiraron a Kokang, el gobierno birmano obtuvo la ayuda de Olive Yang y Kokang Kakweye para obligar a las fuerzas del Kuomintang a salir de Kokang.: 104  el tráfico de opio a Tailandia durante la década de 1950; el Kuomintang continuó utilizando estas rutas del opio durante décadas.: 104 